# Gotická architektura v Anglii

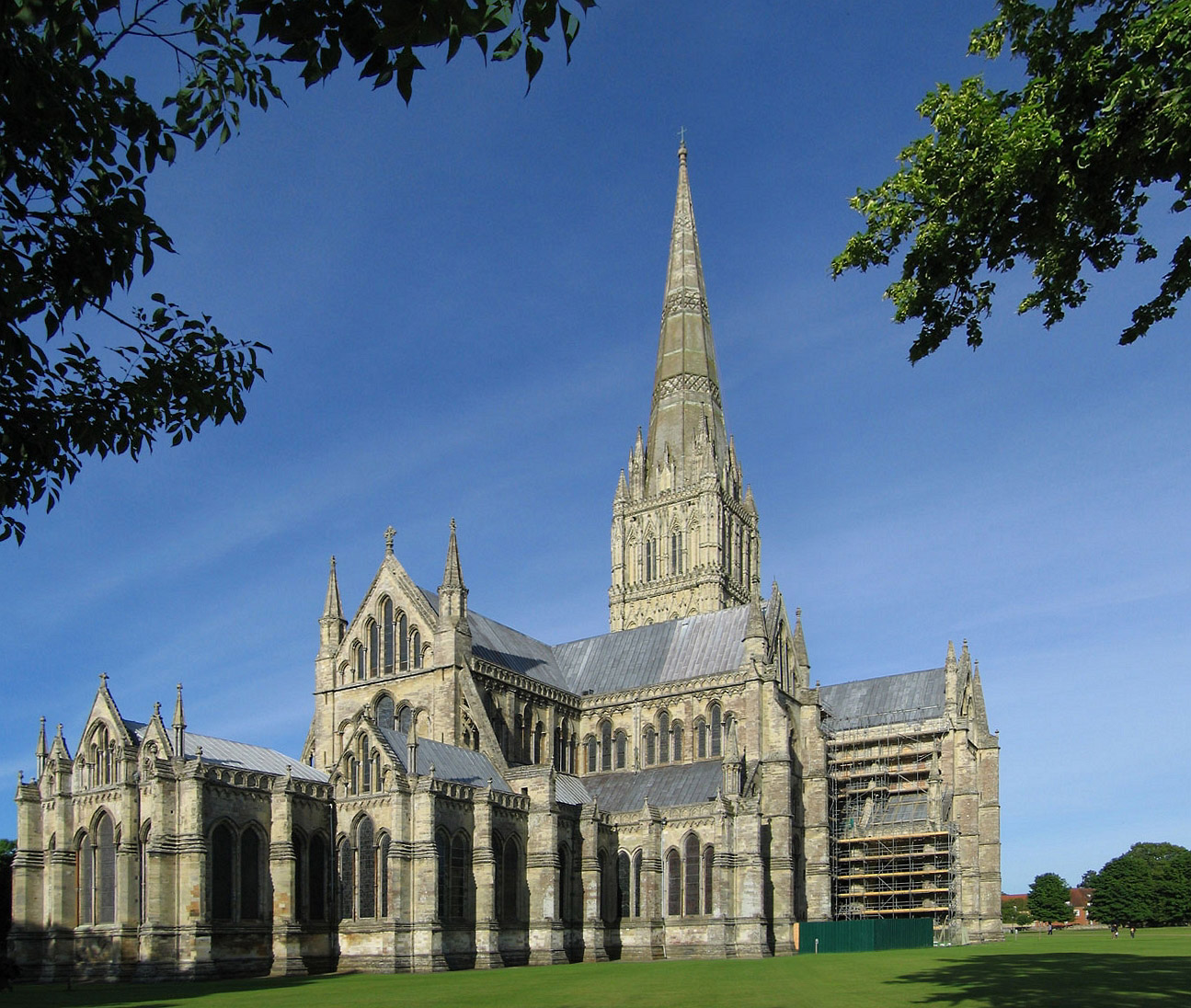
Katedrála v Salisbury

Gotická architektura v Anglii získala nesmírně zajímavou, zcela suverénní a velmi nezvyklou podobu. Nikdy zde nedošlo ke kompletnímu převzetí francouzského modelu gotické architektury. Angličané v několika vlnách vždy pouze postupně a opatrně přijímali jednotlivé prvky, které však vzápětí zapojili do vlastní architektonické tradice. Přesto i v Anglii působila řada francouzských mistrů.

## Základní znaky gotické architektury v Anglii
Anglická gotická architektura se dělí na tři základní období, která jsou poměrně specifická a nemají obdobu v jiných zemích: Early English (přibližně 1170–1240), Decorated (přibližně 1240–1330), Perpendicular (přibližně 1330–1530). Tato období lze chápat jako ekvivalenty rané, vrcholné a pozdní gotiky, specifická je však konkrétní podoba anglické architektury těchto období. Především Perpendicular totiž nemá prakticky žádnou obdobu v dalších evropských zemích.
Tyto zvláštnosti anglické gotiky mají své historické důvody. Jedním z nich je to, že Francie byla pro Angličany po celý středověk hlavním politickým rivalem. Nebylo proto zcela žádoucí, aby se vším všudy přejímala francouzský stavební sloh. Minimálně stejně silným důvodem však byla i snaha při přestavbách starších anglických staveb respektovat starší stavební konstrukce. Důvody tohoto respektování jsou nejen ekonomické, tj. snaha ušetřit, ale do značné míry jsou také (především v případě kostelů, klášterů a kaplí) výrazem potřeby zdůraznit nepřerušenou kontinuitu svatých míst od dob jejich zakladatelů, případně přímo doložit jejich legendární souvislost s postavami prvotní církve či alespoň s dobou christianizace Britských ostrovů. Tento ohled na minulost byl zásadně odlišný od dění ve Francii, kde se v téže době snaha zdůraznit sílící význam a moc francouzské koruny nezastavila prakticky před žádnou překážkou a nemilosrdně likvidovala všechny stopy starších staveb, neboť se nezdály být dostatečně reprezentativní a „krásné“.
Anglie proto sice výrazně přijímala francouzské gotické prvky, často dokonce za přímé účasti francouzských mistrů, ale zároveň je nejen čile mísila se staršími prvky románského anglo–normanského stylu, nýbrž navíc takřka okamžitě velmi inovativně proměňovala. Těmito znaky jsou na anglických katedrálách například časté použití pravoúhle uzavřených presbytářů, polygonální kapitulní sály, časté použití dvou transeptů, existence tzv. retrochóru a mariánské kaple (lady chapels) umístěné za presbytářem v ose chrámu. Častá je i absence viditelného vnějšího opěrného systému, v interiéru časté použití mramoru, specifické tvarování některých kamenických prvků, inovativní přístup v utváření obrazců žebrových kleneb, časté použití dřevěných kleneb, zpravidla nižší výška, ale zato jejich větší délka. Charakteristická je též absence jednotného plánu a vznik staveb v mnoha postupných izolovaných etapách.

## Předchůdci
Od poloviny 12. století probíhala čilá umělecká výměna mezi Anglií a Francií. Izolovaně se v rámci románských staveb objevovaly lomený oblouk, křížová žebrová klenba ve všech lodích, jemné členěné tenké přípory. Anglický Durham je jedním z míst Evropy, kde byla kolem roku 1100 křížová žebrová klenba vůbec poprvé užita. Výrazný vliv v této umělecké výměně hrál cisterciácký řád. Příkladem takových staveb jsou zříceniny cisterciáckého klášterního kostela v Roche (1165/70), kostela v Riponu (1160–1175 atp.

## Early English (přibližně 1170–1240)

### Canterbury

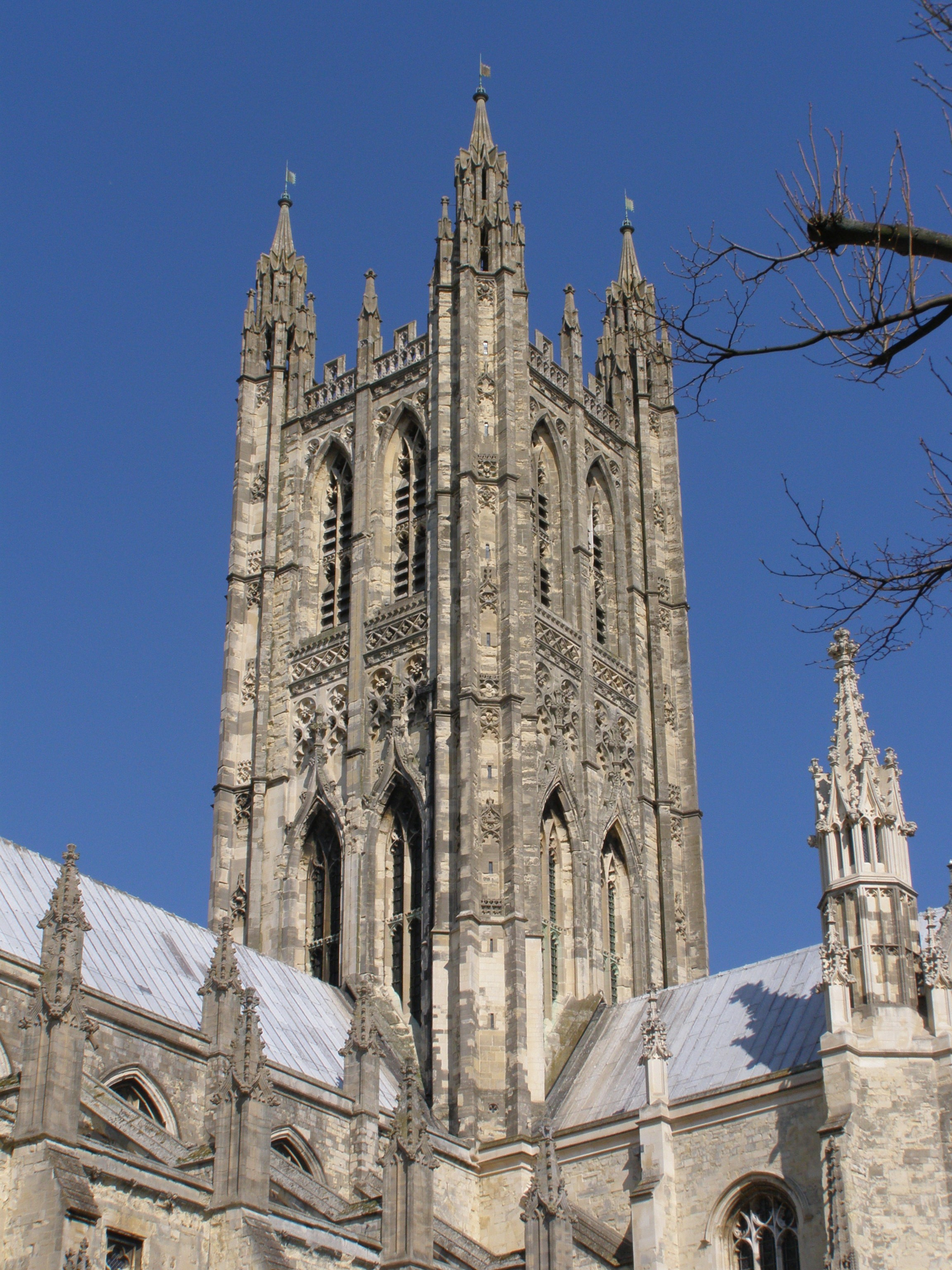
Věž canterburyské katedrály

Základní stavbou anglické gotiky je katedrála v Canterbury, na níž se podílel francouzský mistr Vilém ze Sensu. Tato architektura vychází především z architektury Saint-Denis a podobných raně gotických francouzských staveb. Obsahuje však také mnoho prvků starší anglické tradice. Dalšími stavbami jsou katedrály v Lincolnu, v Yorku (severní transept, Salisbury či Wellsu).

## Decorated (přibližně 1240–1330)

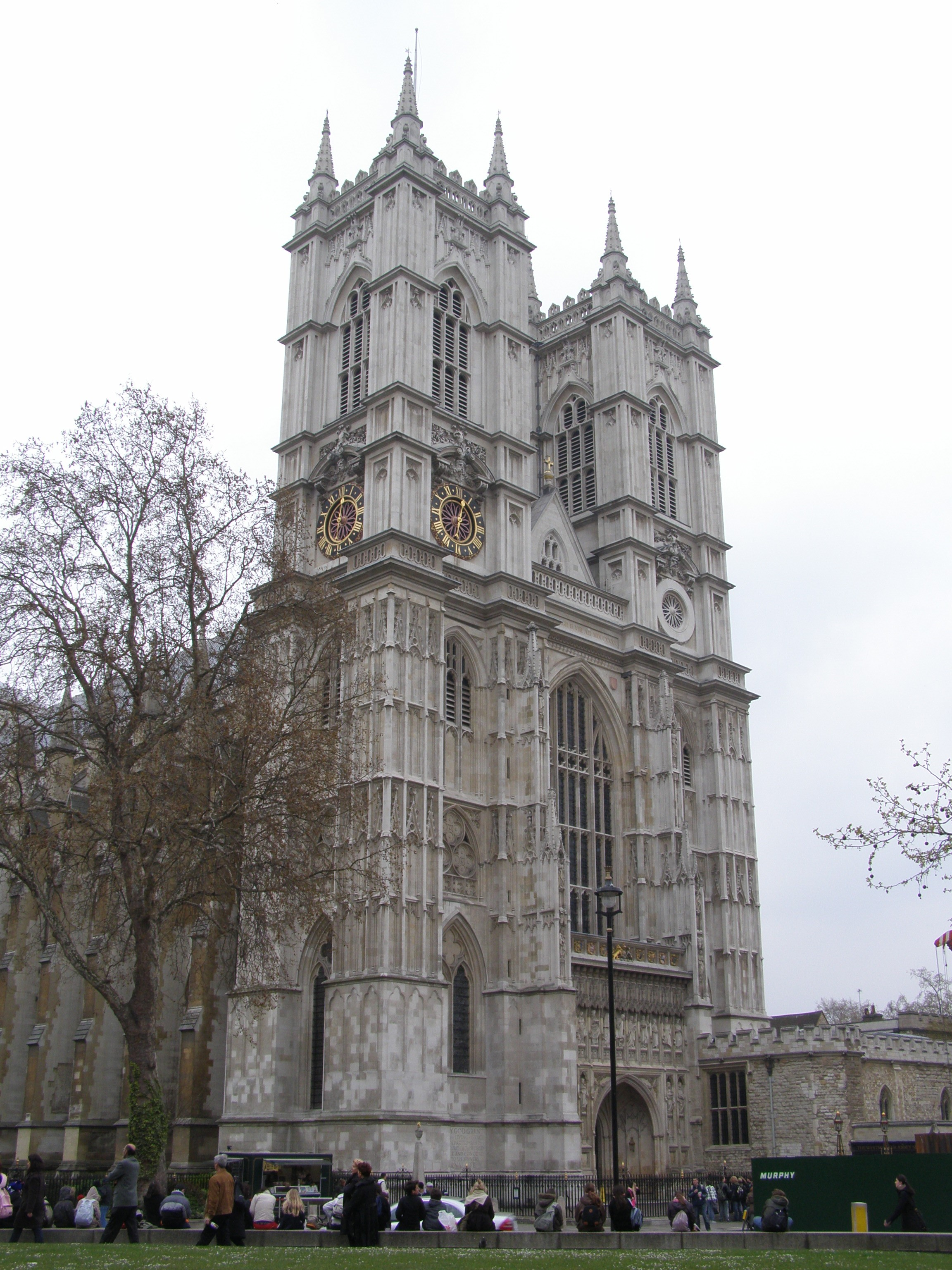
Westminsterské opatství, Londýn

Období začíná novostavbou Westminsterského opatství, které bylo na královo přání budováno jako výrazně francouzsky formulovaná stavba, opírající se hlavně o podobu katedrály v Remeši. Reaguje tak už na první projevy francouzské rayonantní gotiky, především na použití kružeb. Stavby tohoto období jsou skutečně velmi dekorativní. Dalšími stavbami jsou katedrály (nebo jejich části) v Yorku, Exteru, Bristolu, Ely.

## Perpendicular (přibližně 1330–1530)
Vychází také z rayonantní gotiky, ale v mnoha věcech se od ní liší. Je také velmi zdobná. Jedním ze základních prvků je tzv. vějířová klenba. Stěny a okna jsou pak členěna pruty, takže tvoří jakousi paneláž. Stavbami tohoto období jsou především King's College Chapel v Cambridge a kaple Jindřicha VII. ve Westminsterském opatství.